# مارتین کاردتی
مارتین کاردتی (انگلیسی: Martín Cardetti؛ زادهٔ ۲۲ اکتبر ۱۹۷۵) بازیکن سابق فوتبال و مربی فوتبال اهل آرژانتین است که در پست مهاجم بازی می‌کرد. او فوتبال حرفه‌ای را در باشگاه‌های آرژانتین، اسپانیا، فرانسه، مکزیک، اروگوئه و کلمبیا بازی کرد.